# Bozo-bozo
Bozo-bozo est l'appellation  française d'un jouet nord-américain, nommé Gee-Haw Whammy Diddle.

Quelques heures suffisent pour en fabriquer un exemplaire artisanal. Il est entièrement constitué de matériaux naturels et recyclables. Il ne présente aucun danger.

## Description

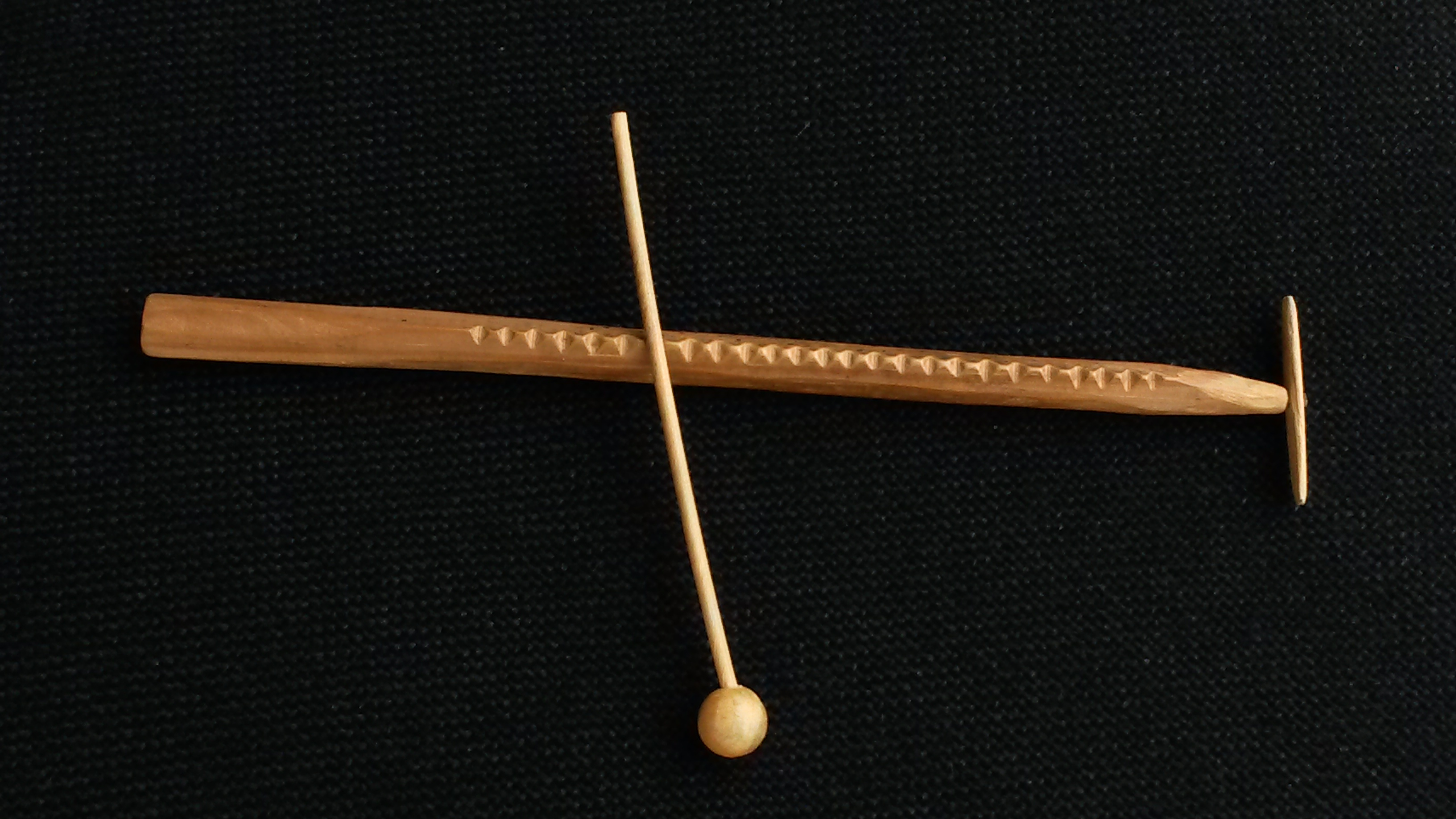
Bozo-bozo

Le bozo-bozo est un instrument généralement en bois formé d'un manche entaillé à intervalles réguliers, d'un clou fixé à son extrémité et d'une hélice pouvant tourner autour du clou.
Lorsque l'utilisateur du bozo-bozo gratte l'engin à l'aide d'un bâton en bois, les vibrations se transmettent à l'hélice en un mouvement de rotation. Le sens de rotation de l'hélice peut être maitrisé par l'apposition des doigts sur l'axe. En l'absence de pression latérale l'hélice peut entrer en rotation mais son sens de démarrage est erratique. Une pression latérale avec l'index lance l'hélice de façon sûre dans le sens des aiguilles d'une montre (tel que vu par un opérateur droitier), tandis qu'une pression latérale avec le pouce produit l'effet inverse.

L'opérateur passe discrètement d'un mode à l'autre devant le spectateur médusé en même temps qu'il profère la formule magique : « Bozo Bozo change de sens ! »

## Analyse théorique du mouvement
Si X(t) et Y(t) sont les coordonnées de la pointe en fonction du temps, un mouvement circulaire de pulsation ω est décrit par :
Y= sin (ωt) , X= cos (ωt ) , tandis que:
Y= sin (ωt) , X= - cos (ωt)    décrira un mouvement circulaire dans le sens opposé.

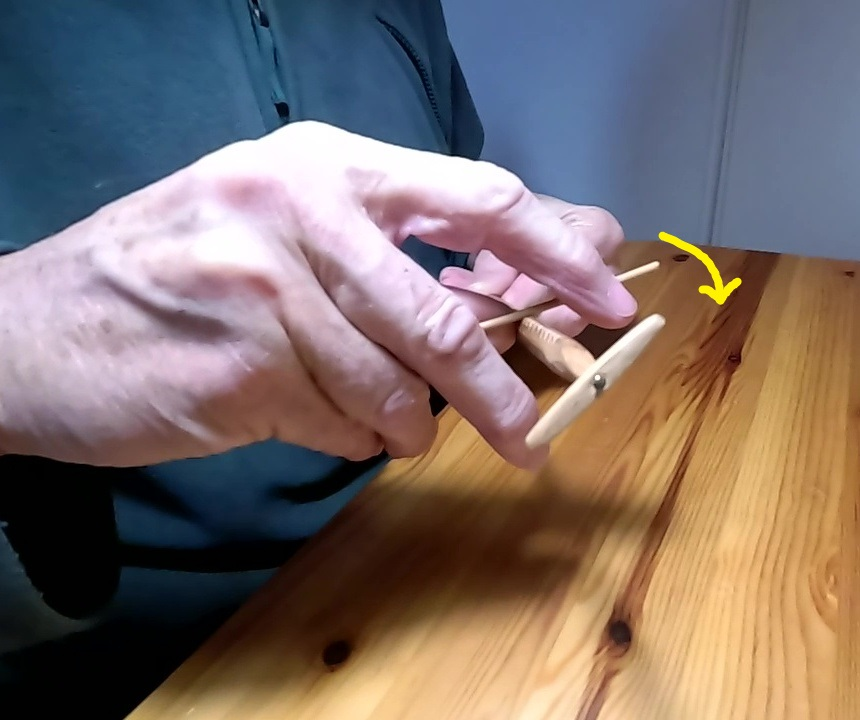
Sens de rotation pour un appui du pouce

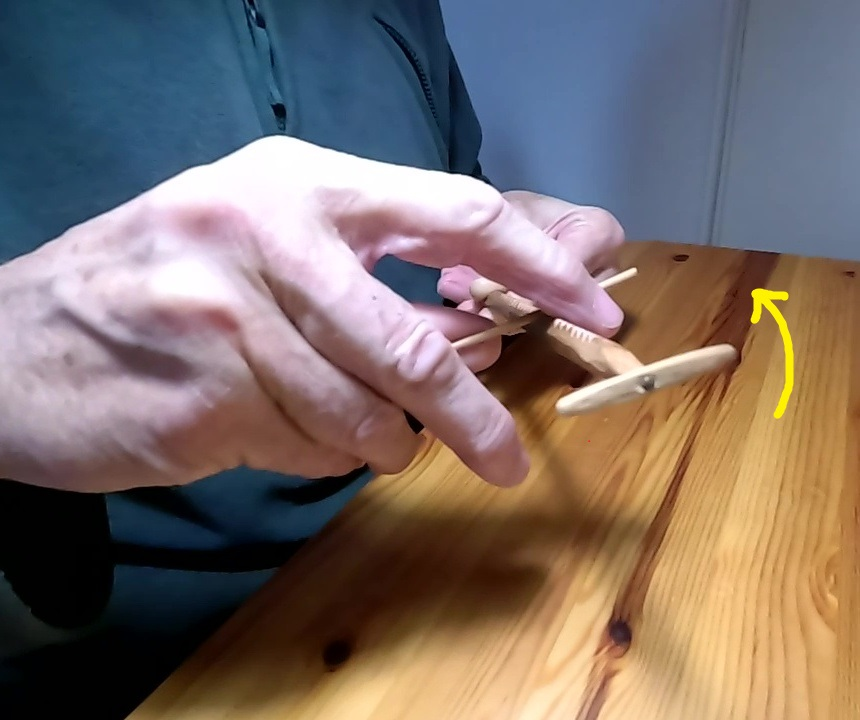
Sens de rotation pour un appui de l'index

La composante verticale Y est générée par le balayage de la tige sur le crénelage, dont la vitesse définit la pulsation ω et où l'amplitude s'établit selon la fermeté avec laquelle le manche est tenu. Dans la réalité le mouvement n'est pas exactement sinusoïdal mais on peut l'approximer à son premier harmonique.
La composante latérale X provient de la force exercée par l'index ou le pouce sur l'un ou l'autre côté du manche. Les vibrations sont transmises par les doigts avec un déphasage temporel du fait de l'effet amortisseur de la chair. Un amortisseur parfait procurerait un déphasage de 90° (π/2 en radians), fournissant ce qui est requis pour un mouvement circulaire, car sin (ωt + π/2) = cos (ωt) . L'index et le pouce s'appliquent tour à tour sur les côtés opposés du manche. Ce décalage géométrique de 180° équivaut à un changement de signe de la composante X, ce qui induit un changement du sens de la rotation.
Dans la pratique les amplitudes sur les deux axes ne sont pas égales, ce qui dégénère la trajectoire en ellipse, et l'amortissement par le doigt est additionné d'élasticité, ce qui induit une déviation angulaire de l'axe majeur de l'ellipse. La consistance des doigts joue un rôle important. Si on supprime totalement l'amortissement, par exemple en chaussant un dé à coudre, le Bozo Bozo ne fonctionne plus.

## Perfectionnements techniques de l'instrument

### Transmission
C'est le mouvement circulaire du clou qui entraîne la rotation de l'hélice par friction, de la même façon que le danseur de Hula-Hoop entraîne le cerceau. L'efficacité de l'entraînement dépend du rapport du diamètre  de percage de l'hélice au diamètre du clou , ainsi que du coefficient de frottement clou/bois.

### Inertie
Pour une réactivité maximale, le moment d'inertie de l'hélice doit être aussi faible que possible, cependant l'hélice doit être lourde pour engendrer du frottement. La masse des pales est donc concentrée près du centre.

### Aérodynamique
Aux grandes vitesses l'hélice ne doit pas fournir de traction d'origine aérodynamique et présenter une trainée minimale dans les deux sens de rotation, ce qui impose un profil mince et symétrique.

Fonctionnement d'un GeeHaw.

## Source
- G. David Scott, Control of the rotor on the notched stick, in American Journal of Physics, p. 464, vol. 24, 1956, doi:10.1119/1.1934275